# SHINAGAWA CITY FUTSAL CLUB
SHINAGAWA CITY FUTSAL CLUB（しながわシティ フットサルクラブ）は、東京都品川区をホームタウンとする日本フットサルリーグ（Fリーグ）に加盟するフットサルクラブ。

## 概要
1977年4月に千葉県柏市にて梨香台少年サッカー少年団として創設され、運営会社が設立された1982年にイーグルス・ユナイテッド・FCTOR'82へ名称が変更された。1985年までにユース、ジュニアユース、ジュニアの体制が確立した。1998年より日本プロサッカーリーグ（Jリーグ）に加盟する柏レイソルと提携し、2012年より柏レイソルアライアンスアカデミーTOR'82へ名称を変更した。
フットサルクラブは2006年に創設され、2012年に日本フットサルリーグ（Fリーグ）の準会員に承認された。2017年よりトルエーラ柏へ名称を変更。
2018年1月18日、Fリーグが2018-2019シーズンから2部制を導入するにあたって新設されるFリーグディビジョン2（F2）へ参加することが決定した。
2019年5月14日、登録不備によりオーシャンカップ2019を棄権すると発表された。
2020年4月14日、運営法人の代表理事に大栗崇司（栃木シティFC代表）が就任した。
2020-21年シーズン、Fリーグ2部で初優勝。その勢いのまま2021年2月から3月にかけて行われた 第26回全日本フットサル選手権でFリーグ1部チームを次々と破りFリーグ発足後Fリーグ2部以下勢では第14回のFUGA MEGURO（現・フウガドールすみだ）以来となる優勝の二冠を達成するが、Fリーグ事務局から1部昇格のライセンスが発給されず、Fリーグ1部最下位だったボアルース長野との入替戦は辞退することとなった。
その件で選手関係者がSNS上で手に黒い点をつけるアピールを行い問題となる。
2021年4月、東京都品川区に移転し、「SHINAGAWA CITY FUTSAL CLUB」に改称。
2021-22年シーズン、残り3試合を残して2年連続の優勝を決める。が、3月4日、5日に行われたボアルース長野とのF1/F2入れ替え戦で初戦は2-1で勝利するも、第二戦では前半2-0でリードしながら後半、長野の開始からのパワープレーに翻弄され3点決められて逆転負け。規定により二試合合計スコアが同点の場合は上位リーグ残留のため2年連続でF1昇格は失敗した。
2022-23年シーズンは無敗で3シーズン連続F2優勝。そして2月11日、12日に前年と同じく長野とのF1/F2入れ替え戦で第1戦4-1、第2戦4-3でいずれも勝利し、悲願のF1昇格を果たした。
2023年4月、CITY FOOTBALL ACADEMYを開校。

## 選手とスタッフ

### スタッフ
| 役職         | 名前       |
| 監督         | 岡山孝介   |
| ヘッドコーチ | 松田大次郎 |
| コーチ       | 窪堀宏一   |
| マネージャー | 古窪雄也   |

### 選手
| 番号 | ポジション | 名前                     |
| 2    | GK         | 岩永汰紀                 |
| 7    | FP         | 瀧澤太将                 |
| 8    | FP         | 佐藤建也                 |
| 10   | FP         | 荒木辰文                 |
| 11   | FP         | 中村友亮                 |
| 14   | FP         | 白方秀和                 |
| 21   | FP         | ダニエル・ホザ           |
| 22   | FP         | サカイ・ダニエル・ユウジ |
| 25   | FP         | 中村魁                   |
| 27   | FP         | 美馬亘輝                 |
| 29   | FP         | 藤川侑哉                 |
| 33   | FP         | 笠篤史                   |
| 41   | FP         | 丹羽脩人                 |
| 52   | GK         | 山﨑総徳                 |
| 96   | GK         | 黒本ギレルメ             |

## 主な成績・タイトル

### トップチーム
- 第26回全日本フットサル選手権優勝
- 日本フットサルリーグ2部優勝
2020-21年シーズン、2021-22年シーズン 計2回

### ジュニア
- 全日本フットサル選手権大会
  - 2021年

## ユニフォーム

### クラブカラー
- ネイビー

### ユニフォームスポンサー
| 掲出箇所 | スポンサー名                                                        | 表記                                    | 掲出年  | 備考 |
| -------- | ------------------------------------------------------------------- | --------------------------------------- | ------- | ---- |
| 胸       | 日本理化工業所                                                      | NIPPONRIKA                              | 2020年- |      |
| 鎖骨     | 野口歯科(右) 株式会社プレジャークルーズ(左)                         | NOGUCHI DENTAL CLINIC 屋形船 大江戸     | 2020年- |      |
| 背中     | 無し                                                                | -                                       | -       |      |
| 袖       | 無し                                                                | -                                       | -       |      |
| パンツ   | 新星商事株式会社(左前) 株式会社観光農園いわふねフルーツパーク(背面) | 新星商事株式会社 いわふねフルーツパーク | 2020年- |      |

### ユニフォームサプライ
- LUXPERIOR